# Phymaturus williamsi
Espèce
Statut de conservation UICN

 LC  : Préoccupation mineure
Phymaturus williamsi est une espèce de sauriens de la famille des Liolaemidae.

## Répartition
Cette espèce est endémique de la province de San Juan en Argentine.

## Alimentation
Herbivore, il se nourrit des fleurs de Calceolaria biflora, Mimulus depressus, Adesmia pinifolia, Naussuvia, des fruits de Lycium chanar et des strobiles d'Ephedra breana.

## Étymologie
Cette espèce est nommée en l'honneur de Jorge Daniel Williams.

## Publication originale
- Lobo, Laspiur & Acosta, 2013 : Description of new andean species of the genus Phymaturus (Iguania: Liolaemidae) from Northwestern Argentina. Zootaxa no 3683, p. 117–132.